# Ecgwulf
Ecgwulf est un ecclésiastique anglo-saxon du milieu du VIIIe siècle. Il est évêque de Londres de 745 jusqu'à sa mort, survenue au plus tard en août 772.

## Biographie
Le prédécesseur d'Ecgwulf, Ingwald, meurt en 745. Deux ans plus tard, Ecgwulf assiste en tant qu'évêque de Londres au concile de Clovesho organisé par l'archevêque Cuthbert de Cantorbéry et le roi Æthelbald de Mercie. Il est attesté pour la dernière fois sur une charte de 765, d'authenticité douteuse. Son successeur, Wigheah, apparaît comme évêque de Londres en 772, ce qui implique qu'Ecgwulf est mort avant cette date.